# Halurgia aurorina
Halurgia aurorina är en fjärilsart som beskrevs av Herrich-Schäffer 1856. Halurgia aurorina ingår i släktet Halurgia och familjen björnspinnare. Inga underarter finns listade i Catalogue of Life.